# Ferdinand Wilhelm Brune

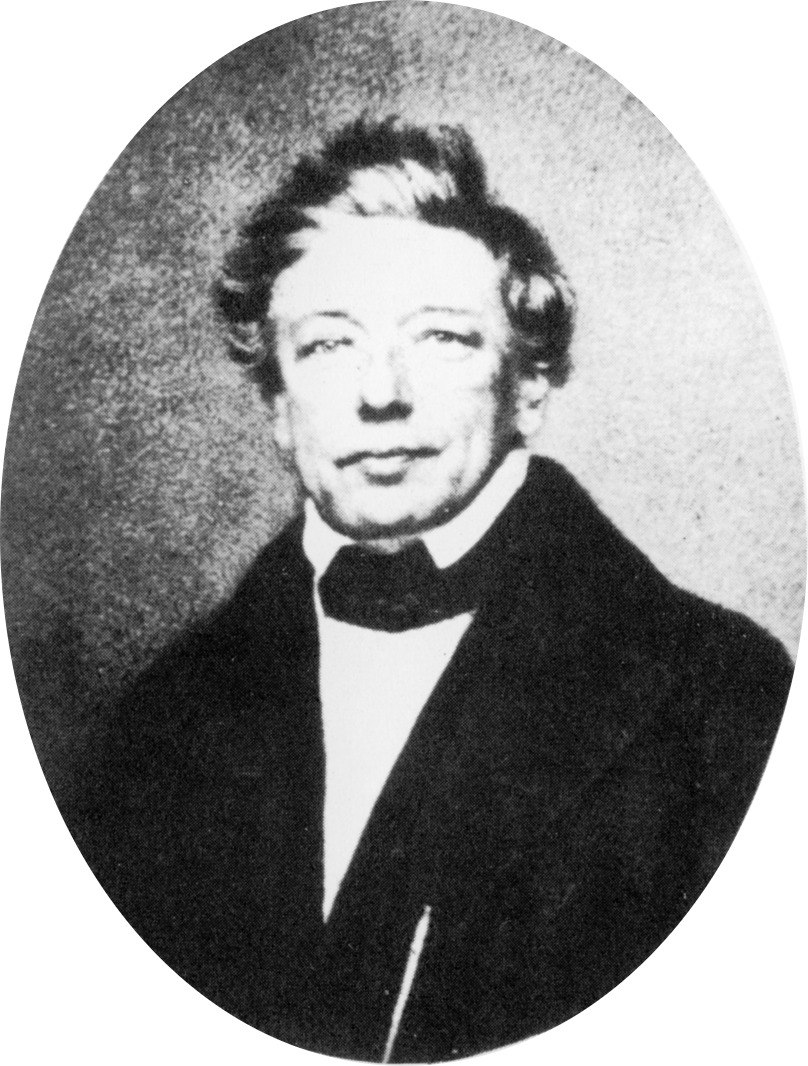
Ferdinand Wilhelm Brune (um 1850)

Ferdinand Wilhelm Brune (* 18. Juli 1803 in Halle (Westf.); † 28. Juli 1857 in Detmold) war ein deutscher Architekt des späten Klassizismus und Baubeamter des Fürstentums Lippe.

## Leben
In den Jahren 1820 und 1821 sowie 1824–1827 absolvierte Brune ein Studium an der Berliner Bauakademie. Zwischendurch arbeitete er für die preußische Bezirksregierung in Minden als Baugehilfe und war ab 1823 in Detmold bei der Fürstlichen Kammer in gleicher Position beschäftigt. Nach seinem Staatsexamen arbeitete er unter Oberbaurat Johann Theodor von Natorp als Baukondukteur in Detmold. 1829 heiratete Ferdinand Brune Ernestine Henriette Reuter (1804–1857). Schließlich erhielt er 1830 das Amt des Landbaumeisters im Fürstentum Lippe und trug ab 1847 bis zu seinem Tod den Titel eines Baurats.
Während seiner Tätigkeit als Landbaumeister unternahm Ferdinand Brune immer wieder Studienreisen. Sie führten ihn unter anderem nach Süddeutschland und Oberitalien (1841), nach Berlin und Hamburg (1847), nach Köln und Frankfurt am Main (1848) und 1857 auch in die Schweiz.
Er starb am 28. Juli 1857 kurz nach seiner Rückkehr nach Detmold infolge eines Schlaganfalls.
Sein langjähriger Mitarbeiter und Gehilfe Ferdinand Ludwig August Merckel wurde sein Nachfolger.

## Bauten und Entwürfe (Auswahl)
- 1827: Schlammbad in Bad Meinberg

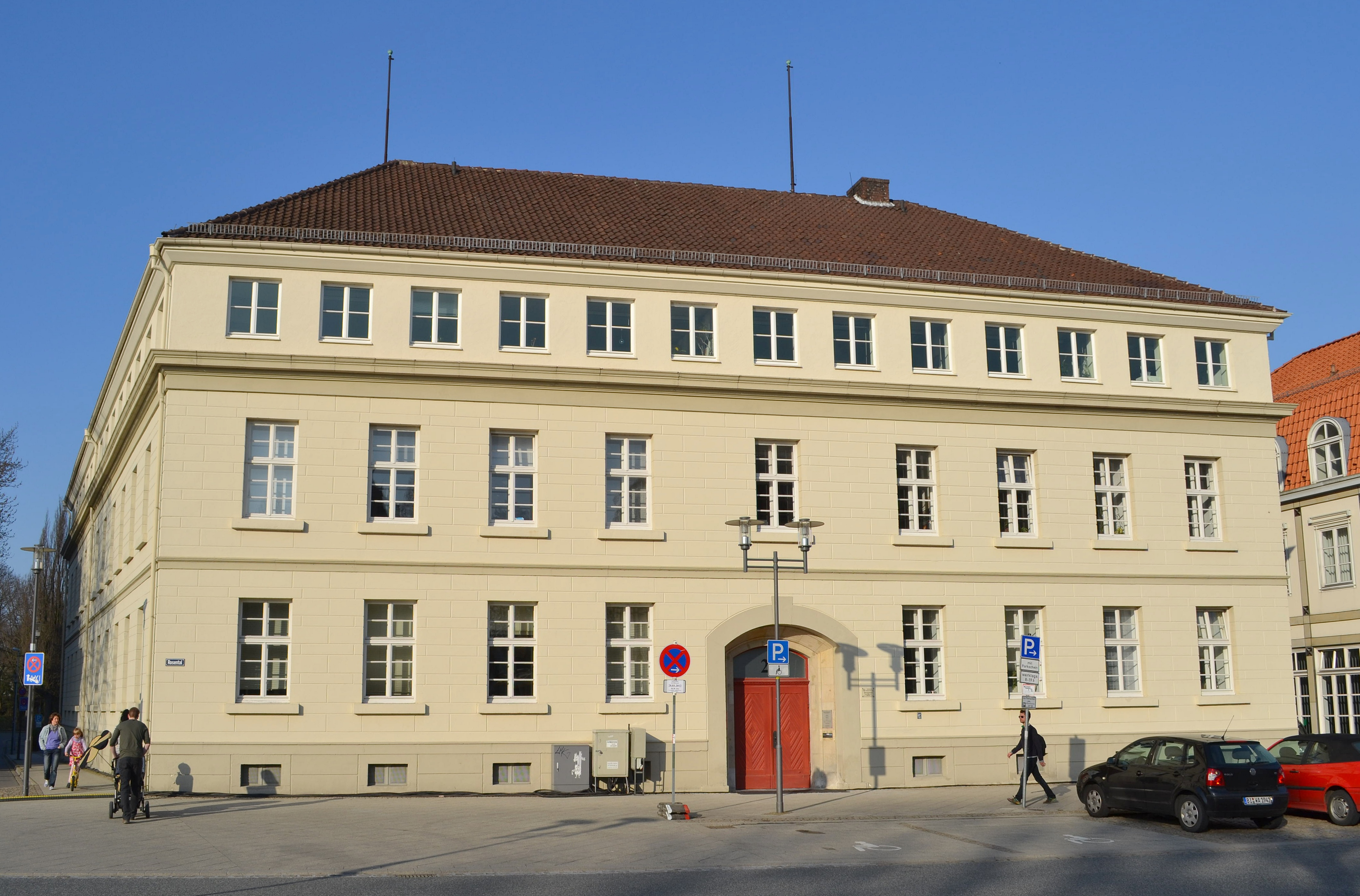
Ferdinand-Brune-Haus im Rosental, heute Sitz der städtischen Bauverwaltung

- 1827–1828: Strafwerkhaus in Detmold, heute Sitz des Arbeits- und Sozialgerichts
- 1830: Kaserne an der Leopoldstraße in Detmold (abgerissen)
- 1830–1831: Offiziantenhaus im Rosental in Detmold (mit seiner eigenen Dienstwohnung; heutiges „Ferdinand-Brune-Haus“)
- 1831–1832: Gymnasium Leopoldinum und Direktorenhaus in Detmold, Leopoldstraße 5
- 1835: gusseiserne Brücke am Neuen Palais in Detmold
- 1836–1838: Fasaneriegebäude in den Friedrichstaler Anlagen bei Detmold
- 1838–1839: Amtshaus in Oerlinghausen
- 1841: Kahlenbergturm bei Schieder
- 1847–1854: Umbau des Neuen Palais (sog. Friedamadolfsburg; unter Beteiligung des Berliner Architekten Heinrich Strack)[1]
- 1850: Entwurf einer Straßenlaterne für Detmold
- 1851–1853: Umbau der Friedrichstaler Grotte zum Mausoleum

Darüber hinaus schuf er Amts- und Forsthäuser, Bierkeller, Brennereien, Eiskeller, Meiereien, Mühlen und Ziegelöfen, aber auch Chausseen, Brücken und Flussregulierungen gehörten zu seinem dienstlichen Aufgabenbereich.

## Schriften
Neben seiner Arbeit kam Brune dazu, private wissenschaftliche Studien über Weißtannen, Chausseen und Meereshöhen anzustellen und deren Ergebnisse zu veröffentlichen.